# 3923 Radzievskij
3923 Radzievskij este un asteroid din centura principală, descoperit pe 24 septembrie 1976 de Nikolai Cernîh.